# Chrysichthys turkana
Chrysichthys turkana is een straalvinnige vissensoort uit de familie van de stekelmeervallen (Claroteidae). De wetenschappelijke naam van de soort is voor het eerst geldig gepubliceerd in 2008 door Hardman.